# 海道ノブチカ
海道 ノブチカ（かいどう ノブチカ、1948年8月22日 - ）は、日本の経営学者。関西学院大学商学部名誉教授。元日本経営学会理事長。福島市出身。ドイツ経営学が専門であり、ドイツのコーポレートガバナンスなどを中心に研究をしている。父親は同じく経営学者の海道進。

## 経歴
兵庫県立神戸高等学校卒、1971年関西学院大学商学部卒業。1973年神戸大学大学院経営学研究科修士課程修了。1974年小樽商科大学講師。1978年桃山学院大学経営学部助教授。1987年教授。1989年関西学院大学商学部教授。経営学部長を務め、2017年退任、名誉教授。1991年関西学院大学にて商学博士の学位を取得。この間、2013年から2016年まで日本経営学会理事長。

## 著書
- 『西ドイツ経営学の展開』（千倉書房、1988年）
- 『現代ドイツ経営学』(森山書店、2001年)
- 『ドイツの企業体制―ドイツのコーポレート・ガバナンス』（森山書店、2005年）
- 『ドイツのコーポレート・ガバナンス』（中央経済社、2013年）

### 共編著
- 『日本とドイツの経営』 (大橋昭一・深山明と共著、1999年7月)
- 『経営学の歴史』(深山明と共著、2001年3月)
- 『基本経営学』(深山明と編著)（同文館、2010年1月。2015年3月(改訂版)）
- 吉田和夫、大橋昭一監修『最新 基本経営学用語辞典』(深山明・廣瀬幹好と編著)(同文館、2015年)

### 翻訳
- ラルフ・ボードー シュミット著『企業経済学』全3巻(千倉書房、1974-86年